# Benimakia
Benimakia is een geslacht van weekdieren uit de klasse van de Gastropoda (slakken).

## Soorten
- Benimakia cloveri Snyder & Vermeij, 2008
- Benimakia delicata Vermeij & Snyder, 2003
- Benimakia fastigium (Reeve, 1847)
- Benimakia flavida (A. Adams, 1855)
- Benimakia lanceolata (Reeve, 1847)
- Benimakia mariei (Crosse, 1869)
- Benimakia nux Bouchet & Snyder, 2013
- Benimakia rhodostoma (Dunker, 1860)
- Benimakia rosadoi (Bozzetti, 2002)
- Benimakia rubus Bouchet & Snyder, 2013
- Benimakia sowerbyi (Melvill, 1907)
- Benimakia vermeiji Bouchet & Snyder, 2013